# СЕС СЕ-2
СЕС СЕ-2 — станом на перше півріччя 2013 року найпотужніша сонячна електростанція на заході України. Збудована поблизу села Ірлява, Ужгородського району на Закарпатті.
Станція складається з майже 43 тисячі блоків сонячних батарей, розміщена на 23-х гектарах. Постійний струм подається на чотири інверторні підстанції де перетворюється в змінний, потім через трансформаторну станцію подається в загальну мережу.
Встановлена пікова потужність станції — 9,99 МВт. Планове виробництво електроенергії близько 11 млн. кВт-г. на рік. Електроенергії, що виробляється на Ірлявській електростанції, достатньо, аби забезпечити весь Великоберезнянський район або 10 % міста Ужгород.